# شی یی
شی یی (انگلیسی: Xie Yi؛ زادهٔ ۲۳ ژوئیهٔ ۱۹۶۷) دانشمند در زمینه شیمی اهل چین و از دانش‌آموختگان دانشگاه علم و فناوری چین و دریافت‌کنندگان جوایز لورئال-یونسکو برای زنان در علوم است.